# 브라운 노아 겐신
브라운 노아 겐신(일본어: ブラウン ノア 賢信, 2001년 5월 27일~)는 일본의 축구 선수이다.

## 구단 경력
그는 2019년 J1리그의 요코하마 F. 마리노스에 입단했다. 2020년부터 2021년까지 J3리그의 가마타마레 사누키와 J2리그의 미토 홀리호크에서 뛰었다. 2021년 8월 J3리그의 아술 클라로 누마즈로 이적했다. 2023년까지 71경기에 출전하여, 15득점을 넣었다. 2024년 J2리그의 도쿠시마 보르티스로 이적했다. 2025년 J1리그의 파지아노 오카야마로 이적했다.